# Ардмор (Пенсільванія)
Ардмор (англ. Ardmore) — переписна місцевість (CDP) в США, в округах Делавер і Монтгомері штату Пенсільванія. Населення — 13 566 осіб (2020).

## Географія
Ардмор розташований за координатами 40°0′12″ пн. ш. 75°17′41″ зх. д. / 40.00333° пн. ш. 75.29472° зх. д. (40.003253, -75.294759). За даними Бюро перепису населення США в 2010 році переписна місцевість мала площу 5,10 км², уся площа — суходіл.

## Демографія
Згідно з переписом 2010 року, у переписній місцевості мешкало 12 455 осіб у 5514 домогосподарствах у складі 3089 родин. Густота населення становила 2441 особа/км². Було 5960 помешкань (1168/км²).
Расовий склад населення:
| - 79,3 % — білих - 12,9 % — чорних або афроамериканців - 4,1 % — азіатів - 0,1 % — вихідців з тихоокеанських островів - 0,1 % — корінних американців - 1,2 % — осіб інших рас |

До двох чи більше рас належало 2,3 %. Частка іспаномовних становила 4,0 % від усіх жителів.
За віковим діапазоном населення розподілялося таким чином: 20,1 % — особи молодші 18 років, 63,7 % — особи у віці 18—64 років, 16,2 % — особи у віці 65 років та старші. Медіана віку мешканця становила 40,4 року. На 100 осіб жіночої статі у переписній місцевості припадало 87,5 чоловіків; на 100 жінок у віці від 18 років та старших — 83,8 чоловіків також старших 18 років.
Середній дохід на одне домашнє господарство становив 108 243 долари США (медіана — 76 301), а середній дохід на одну сім'ю — 146 329 доларів (медіана — 102 895). Медіана доходів становила 65 303 долари для чоловіків та 63 182 долари для жінок. За межею бідності перебувало 9,2 % осіб, у тому числі 5,7 % дітей у віці до 18 років та 7,4 % осіб у віці 65 років та старших.
Цивільне працевлаштоване населення становило 6788 осіб. Основні галузі зайнятості: освіта, охорона здоров'я та соціальна допомога — 35,7 %, науковці, спеціалісти, менеджери — 16,2 %, мистецтво, розваги та відпочинок — 9,8 %, роздрібна торгівля — 9,5 %.

## Уродженці
- Джим Броган (* 1958) — американський баскетболіст.